# Силуета
Силует(а)  је назив за обрис неког лика у профилу, фигуре или објекта (групе објеката). Каткад се исти израз употребљава да означи графички знак (нпр. пиктограм, логотип, или словни знак), симбол, сенку, одраз у води, пренети обрис. Историјски гледано, то се најпре односи на црну слику на белој позадини. Силует, као облик уметничког изражавања, био је познат у старој Кини (позориште сенки), затим у антици (геме и камеје, нпр). Савремена уметност такође користи силует, нпр. у декоративном сликарству, а у фотографији је један од честих облика изражавања.

## Порекло назива
Реч силует је епоним од имена Етјена де Силуета (Étienne de Silhouette, 1709-1767). 
Усталило се објашњење да је средином 18. века француски краљ Луј XV именовао Де Силуета за Врховног сакупљача пореза и финансијског саветника. Да би попунио државну благајну он је разрезао високе порезе, и тако стекао лош глас у народу. Ускоро је његов шкртички став инспирисао нову моду, тесно припијену одећу без џепова – који би ионако били празни. У исто време настао је и нови начин изрезивања контурних линија лика на тамном папиру, који је по шкртом министру назван – силует. Иако није могао да замени минијатурни сликарски портрет, јер је био исувише једностран а често и сасвим произвољно изрезан, ближи карикатури него стварном профилу – силует је био врло популаран, а и јефтин. Показао се и корисном, јер је подстакао рађање нових цртачких помагала, нпр. физионотраса, а касније и фотографије. Историја је сачувала сећања на личност Етјена де Силуета, али не и на све детаље тог открића које је настало далеко пре 18. века.

## Силуетни портрети
Традиционално схваћен назив силует односи се на портрет, то јест на профил човека, објекат или призор, а састоји се од скице која одсликава спољне линије, док је унутрашњост једнобојна, обично црна. Силует је најчешће изрезан од папира, као облик једноставног портретисања, обично у облику танке црне картице залепљене за белу или сиву позадину, каткад и обојену, украшену флоралним орнаментима.

### Велики мајстори уметности силуета
Швајцарски писац о уметности Јохан Каспер Лаватер (Johanna Casper Lavater), који је научио да ради профиле у папиру углавном да би сам резао и сакупљао портрете својих савременика, оставио је и много портрета свог лика. Његов Есеј о физиономији (|Essays on Physiognomy, 1770) умногоме је подстакао занимање за уметност силуета. Историчари уметности су сагласни да је најбољи, најуспешнији и највећи од свих силуетиста био Џон Миерс (John Miers, 1756-1821). Овај уметник је веома фино осликавао детаље на црној картици али су му најлепши профили они на гипс-црним позадинама са свим детаљима косе, муслинских велова на одећи, и сивим прозрачним детаљима на црној позадини. Он је, како описују савременици, поседовао необичну вештину у добијању веома финих валерских прелаза у својим портретима. Радио је у Њукастлу, Манчестеру, Ливерпулу и Единбургу.

## Друге теме и мотиви
Током времена, осим за портрете у профилу, тај начин изражавања је примењиван и у другим темама и мотивима, а и у разним техникама. Поред тога, долазило је и до варирања главног мотива у односу на позадину, нпр. уместо црног, светли силует на тамној позадини. Крајем 19. века, и почетком наредног цртачи су користили стил силует да истакну линију женског тела на модним цртежима, приликом представљања појединих стилова одеће. Касније су, уместо само црног или белог, унети и други тонови, на пример модроплави, тамнозелени, тамносмеђи на пастелној позадини, или обрнуто. Повећано је и богатство мотива: у техници силует приказивани су удвојени профили, фигуре брачних парова, обриси градова, животиња, цвећа, симболи у графичарском означавању и путној сигнализацији... Силуетне слике могу бити израђене у било ком уметничком медију или материјалу, али је и традиционални облик, исецање портрета из црне картица, настављен у 21. веку.

## Силует у фотографији
Пре него што се појавио изум фотографије, слике исечене из црног папира биле су најјефтинији начин приказивања профила или фигуре једне особе. Историчари фотографије сматрају да је примена технике силуета допринела открићу фотографије, јер је подстицајно деловала на изналажање средства које ће произвести јефтине минијатурне портрете, као замену за скупе сликарске портретне минијатуре. Након изумевања фотографије, силует није више толико присутан као пре, али није ни нестао са сцене. Уз то, настајао је и у том уметничком медијуму: многи фотографи су се свесно тако изражавали снимајући пејзаже, дрвеће, ведуте градова, кровове кућа, или споменике наспрам светле површине неба да би добили само силуетну линију једног призора или објекта. У црно-белој фотографији наменски је коришћен носкоосетљиви контрастни филм и плави филтер да би небо постало кречно бело, а слика била литографски контрастна, тврда. Поступак силуета добијан је и помоћу нарочитих силуетних маски, или помоћу неких светлосно-хемијских феномена, нпр. Сабатијеовог ефекта, затим вишеструким фотографичким копирањем, итд.